# Felipe Menezes
Felipe Menezes Jácomo (* 20. Januar 1988 in Goiânia) ist ein brasilianischer Fußballspieler.

## Karriere
Menezes begann seine Karriere in der Jugend von Goiás EC. 2007 wechselte er in die erste Mannschaft und gab sein Debüt gegen den FC São Paulo. Nach zwei erfolgreichen Jahren in Brasilien wechselte der Mittelfeldspieler nach Portugal. Sein Ziel war die Hauptstadt Lissabon, wo er sich dem Rekordmeister Benfica anschloss. Mit dem Klub konnte er 2010 die Meisterschaft und den Pokal gewinnen. Da er sich in dem Klub nicht durchsetzen konnte, wurde er in der Folge an brasilianische Klubs ausgeliehen. Im Februar 2018 wechselte Menezes zum Ratchaburi Mitr Phol nach Thailand. Hier blieb er ein halbes Jahr. Danach kehrte er in seine Heimat und tingelt seitdem durch unterklassige Klubs seiner Heimat.

## Erfolge
Benfica Lissabon
- Portugiesische Meisterschaft: 2010
- Taça da Liga: 2010

Botafogo
- Taça Rio: 2012

Palmeiras
- Série B: 2013

Ceará
- Staatsmeisterschaft von Ceará: 2017

CRB
- Staatsmeisterschaft von Alagoas: 2020